# Río Zújar
El río Zújar es un río de España, el afluente más caudaloso del río Guadiana por la margen izquierda: tiene unos 210 km de longitud y una cuenca hidrográfica de 8510 km². Según algunas fuentes, nace en La Huerta del Zújar, Granja de Torrehermosa provincia de Badajoz y transcurre por la Campiña Sur sirviendo de límite entre Extremadura y Andalucía, y por La Serena hasta su desembocadura en Villanueva de la Serena.
Sus principales afluentes son los ríos Guadamatilla, Guadalmez, Esteras y Guadalemar, por la margen derecha; y el Guadalefra, por la margen izquierda.

## Geografía

### Nacimiento
Nace en La Huerta del Zújar en el término de Granja de Torrehermosa, provincia de Badajoz, en la conjunción de varios arroyos y una fuente de agua continua en la cual había ubicado una antiguo pozo y una antigua casa de labranza hoy caída y casi inexistente. Aunque según otras fuentes, nace al pie del cerro de la Calaveruela, en el término municipal de Fuente Obejuna, provincia de Córdoba.
La Huerta del Zújar está dentro del término de Granja de Torrehermosa y de desde este lugar transcurridos unos metros pasa a ser límite provincial entre Córdoba (Andalucía) y Badajoz (Extremadura), hasta su desembocadura en el embalse de La Serena.

### Recorrido
Tras el nacimiento sube hacia el norte y sirve de límite fronterizo entre la provincia de Córdoba y la de Badajoz. Al recibir por su margen derecha la afluencia del río Guadalmez, cerca de Cabeza del Buey, gira hacia el noroeste, ya expandiéndose como la cola del embalse de La Serena. Después del embalse del Zújar, recorre todavía unos kilómetros hacia el oeste para desembocar en el río Guadiana cerca de Villanueva de la Serena (Badajoz).

### Embalses
Con una pluviometría irregular, el río Zújar está regulado por dos embalses. En 1964 se construyó el embalse llamado del Zújar, dentro del Plan Badajoz que dotó a la cuenca del río Guadiana con abundantes recursos para su aprovechamiento en riegos y producción de energía eléctrica. Más de veinte años después, cortando la cola del embalse construido; es decir, aguas arriba, se inició en 1986 un nuevo embalse sobre el río Zújar. Las obras terminaron en 1990. Este nuevo pantano, llamado embalse de La Serena es el mayor embalse de España, y es uno de los mayores de Europa, convirtiendo los pastizales de las márgenes del Zújar en un gran mar interior de hasta 13 000 ha.